# نادي بني جمرة
نادي بن جمرة الثقافي والرياضي تأسس عام 1958م بمملكة البحرين تحت مسمى جمعية الإرشاد، مهتم بلعبة الكرة الطائرة وهو أحد أندية دوري الدرجة الأولى للكرة الطائرة ومن المؤسسين للإتحاد البحريني للكرة الطائرة.

## تاريخ
تأسس نادي بني جمرة الثقافي والرياضي عام 1958م تحت مسمى"جمعية الإرشاد" ثم تغير المسمى إلى نادي الإرشاد الثقافي والرياضي في يناير 1959م حتى عام 1975م لينلطق رسميا باسم نادي بني جمرة الثقافي والرياضي، وفي عام 1987م اندمج النادي مع أندية (باربار-الدراز-مقابة) تحت اسم النادي العربي وبعدها تم فك الدمج ورجوع النادي تحت المسمى الحالي، ألا وأنه في العام 2001م اندمج النادي مرة ثانية مع أندية (الدراز-مقابة) تحت مسمى نادي الإتفاق وتحويل النادي "لمركز شباب بني جمرة، وفي العام 2006م تم فك الدمج مرة ثانية ورجوع النادي تحت المسمى الحالي.

## مشاركات
يلعب فريق نادي بني جمرة ضمن صفوف دوري الدرجة الأولى للكرة الطائرة ويعد الفريق من المؤسسين للإتحاد البحريني للكرة الطائرة الذي تأسس في عام 1974، وللنادي ممثل في إدارة الاتحاد وهو عبد الجليل فتيل رئيس مجلس الشواطئ بالإتحاد، وفي السابق كان سلمان تقي البدر والسيد محمد جاسم حسن أعضاء بمجلس إدارة الاتحاد وحكمان دوليان للكرة الطائرة، وكان محمد حسين عمران رئيسا للجنة المنتخبات بالإتحاد لفترة طويلة.

## إنجازات

### الجانب الثقافي
أحرز النادي بطولة البحرين وكذلك أحرز لمرتين بطولة الخليج للثقافة، ومن أبرز برامجه البرنامج الصيفي الذي ينظم لطلبة القرية.

### الجانب الرياضي
منذ تأسيس النادي في أواخر الخمسينات شارك في العديد من الألعاب الرياضية الأساسية مثل: كرة القدم، كرة اليد، كرة السلة، كرة الطائرة، كرة الطاولة، الدراجات، وقد حصل النادي على:
- بطولة الشباب لكرة القدم سنة 1985م
- "دورة التعارف لكرة القدم سنة 1987م
- بطولة علي حسن لكرة القدم سنة 1991م
- بطولة فهد الأحمد لكرة القدم سنة 1992م
- بطل البحرين للدراجات الهوائية لسنين عديدة
- بطل بطولة أندية مجلس التعاون للدراجات الهوائية
- بطل كأس الدرجة الثانية للكرة الطائرة لمرات عديدة
- بطل دوري الدرجة الثانية للكرة الطائرة لمرات عديدة
- بطل دوري الاتحاد البحريني لكرة الطائرة (2023)